# Chone veleronis
Chone veleronis är en ringmaskart som beskrevs av Banse 1972. Chone veleronis ingår i släktet Chone och familjen Sabellidae. Inga underarter finns listade i Catalogue of Life.